# SN 2001bx
SN 2001bx – supernowa odkryta 25 marca 2001 roku w galaktyce A145405-0142. W momencie odkrycia miała maksymalną jasność 20,00m.